# Agathia malgassa
Agathia malgassa är en fjärilsart som beskrevs av Claude Herbulot 1978. Agathia malgassa ingår i släktet Agathia och familjen mätare. Inga underarter finns listade i Catalogue of Life.